# Aqualeón
Aqualeon est un parc aquatique situé à Albinyana, Province de Tarragone, Espagne. Le parc reçoit environ 150 000 visiteurs par an[réf. nécessaire]. Il s'appelait initialement Rioleón Safari Park.

## Parc aquatique
Aqualeón propose dix attractions aquatiques. Sept toboggans aquatiques ou lazy rivers, deux piscines pour enfants et une grande piscine.
- Black Hole : toboggan de plus de 100 mètres.
- Kamikaze : toboggan extrême.
- Crazy Race : trois toboggans à bouées.
- Super Slalom : deux toboggans zigzagants.
- Toboloko : toboggans à bouées biplaces.
- Anaconda : deux toboggans tubulaires s'enroulants.
- Surf Beach : 1 400 m2 de piscine avec vagues d'un mètre de haut.
- Trois Mini Parks : espaces aquatiques pour les plus petits.
- Rapid River : lazy river à bouées.
- Speed Boats : toboggans avec bouées

Précédemment, Aqualeón combinait parc aquatique, parc zoologique et parc safari. Il abritait plus de six cent animaux. Il était le seul en Europe à combiner parc aquatique et parc safari. 
- Le Safari des herbivores: 490 000 m² à visiter avec son véhicule où évoluaient des herbivores (éléphants, zèbres, lamas, cobes noirs, watusis, etc.).
- Le Safari des carnivores: le bus à impériale du parc emmènait les visiteurs observer une famille de lions africains, traverse une vaste prairie habitée par des ours bruns et termine le circuit par les tigres.

Le parc animalier abritait la majorité des animaux d'Aqualeón comme des lapins, tortues de Floride, chimpanzés, chiens de prairie à queue noire, capucins bruns, macaque crabier, chèvres, iguanes, wallabys à cou rouge, serpents, chlorocebus, cobayes domestiques, jaguars, suricates, pélicans, émeus, gloutons, falabellas, poneys, mulets, etc. L'École prestigieuse de la Nature se situait dans le parc animalier. Ludique et éducative, elle accueillait les écoliers en quête de connaissance sur les animaux, leur habitat et l'environnement. Enfin, un spectacle de rapaces et une présentation de perroquets complétaient l'offre du parc animalier.